# 三菱・ディオン
ディオン（Dion）は、三菱自動車工業がかつて生産・販売していたミニバンである。

## 概要
ミラージュディンゴに続き、三菱が提唱する『SUW』（Smart Utility Wagon）の第2弾として登場した。
シャリオシリーズがシャリオグランディスの登場により3ナンバーとなったため、空白となっていた5ナンバーミニバンの穴を埋めるために開発された。ミラージュディンゴをベースに全長とホイールベースを拡大し、7人乗車を可能としたもので、同クラスのミニバンよりも背の高いボディーと、ワンボックスカーよりも大きなボンネットを持つミニバンとワンボックスカーの中間的な車であった。エンジンは全車GDI搭載であり、駆動方式は前輪駆動とフルタイム4WDを用意。インパネデザインもディンゴと同一であった。

## 年表
- 2000年1月25日 - 発表・販売開始。エンジンはGDI仕様の4G63型2.0Lでトランスミッションは4速ATのみ、駆動方式はFFのみの設定。
  - 7月 - フルタイム4WD追加。
- 2002年6月7日 - マイナーチェンジ。ヘッドランプ、グリル、ボンネット、リアゲート、前後バンパーのデザインを変更で後部ナンバープレートの位置が変更される。2.0Lエンジンが4G63型からギャランとほぼ共通の4G94型へと換装され、さらに1.8Lの4G93型ターボエンジンが追加。1997年にシャリオグランディスへのモデルチェンジとともに発売終了となったシャリオリゾートランナーGT以来のミニバンのターボ車でもあった（FFのみ）。2.0Lのトランスミッションは全車CVTに変更。
- 2004年10月13日 - 一部改良で車種が整理される。1.8Lターボ車に4WD追加。
- 2006年3月31日 - 販売不振のため、既存の3ナンバーミニバンであるグランディスに統合される形で販売終了。総生産台数は約65,000台。5ナンバーミニバンは2011年に導入されたデリカD:3で復活する。

## 製造工場
- 水島製作所 （岡山県倉敷市）

## 車名の由来
- ギリシア神話のディオニソスに由来。